# 呂恕
呂恕（1430年—？），字希仁，直隸河間府□□□人，□籍，明朝政治人物。進士出身。

## 生平
順天府鄉試第十八名。景泰五年（1454年）甲戌科會試第二百九十名，殿試登進士第三甲第八十二名。

## 家族
曾祖呂順。祖父呂臻，曾任主簿。父亲呂敬。